# Guillermo del Riego
Guillermo del Riego Gordón (ur. 11 września 1958 w Benavides) – hiszpański kajakarz, srebrny medalista olimpijski z Moskwy.
Zawody w 1980 były jego drugimi igrzyskami olimpijskimi, debiutował w 1976. W Moskwie hiszpańscy sportowcy występowali – po bojkocie igrzysk przez część krajów Zachodu – pod flagą swojego komitetu olimpijskiego. Był drugi w kajakowych dwójkach na dystansie 500 metrów. Partnerował mu Herminio Menéndez. Brał również udział w igrzyskach w 1984.